# Дъмбартън
Вижте пояснителната страница за други значения на Дъмбартън.
Дъмба́ртън (на английски: Dumbarton [dʌmˈbɑrtən]; на шотландски германски: Dumbairton; на шотландски келтски: Dùn Breatainn – Форт на бритите) е град във Великобритания, Шотландия, административен център на Западен Дънбартъншър.

## География
Градът е разположен в Югозападна Шотландия, на северния бряг на река Клайд, при нейното вливане в естуарния лиман Клайд.
Забележителност на града е стръмен хълм от базалт, извисяващ се над неговата историческа част, върху който е построен Дъмбартънският замък – най-старата крепост в Шотландия с писана история. Селището е именувано по имената на хълма и крепостта.
Градът има население от 20 527 жители според преброяването от 2001 г. и 19 990 жители по оценка към 2006 г.

## История
На територията на град Дъмбартън се е намирало древноримското селище Алклуит (Alcluith). След това селището се споменава в ирландска хроника, съобщаваща за смъртта на Гурет (Guret), крал на Ало Клуат (Alo Cluathe – Скала на Клайд) през 658 г.
Дъмбартънският замък е главната крепост на бритското кралство Алклуд (Alclud). След 4-месечна обсада крепостта е превзета от викинги през 870 г. След разбиването на Алклуд от викингите градът е в новото кралство Стратклайд (Strathclyde), познато и като Къмбрия (Cumbria), но вече не е столица.
Шотландският крал Александър II обявява селището за кралски град (royal burgh) през 1222 г.
- Дъмбартънският замък
- „Хай стрийт“ в Дъмбартън
- Старият мост

## Икономика
ПРез ХVІІІ век градът е известен със своето производство на стъкло. То запада и през следващия ХІХ век в Дъмбартън бурно се развива корабостроенето. Днес е световноизвестен корабът „Къти Сарк“, построен (1869) в местната корабостроителница „Скот и Линтън“.
Градът е голям център за производство на уиски с марка Ballantine's, откакто е изградена дестилационната фабрика през 1938 г. и до нейното закриване през 2002 г. Внушителната сграда на фабриката е забележителност в града до нейното разрушаване през 2017 г. Бутилиращ цех за уиски с марка J&B е закрит през 1991 г., чиито сгради са заети от Aggreko (производител на електрогенератори) през 2012 г.